# Hoplandrothrips nasutus
Hoplandrothrips nasutus är en insektsart som beskrevs av Ian A. Hood 1957. Hoplandrothrips nasutus ingår i släktet Hoplandrothrips och familjen rörtripsar. Inga underarter finns listade i Catalogue of Life.